# Comitas kuroharai
Comitas kuroharai é uma espécie de gastrópode do gênero Comitas, pertencente a família Pseudomelatomidae.